# 유신삼걸
유신삼걸(일본어: 維新の三傑)은 일본의 메이지 유신을 이끌어낸 세 명의 인물로 기도 다카요시, 사이고 다카모리, 오쿠보 도시미치를 말한다. 100권으로 이루어진 도쿠도미 소호의 대표적인 저서 《근세 일본국민사》(講談社学術文庫, 1981년) 마지막 권에서 ‘메이지 삼걸’(明治三傑)이라는 용어를 사용했다.

## 개요
기도 다카요시는 1877년 5월 26일 교토에서 병사했고, 사이고 다카모리는 1877년 9월 24일에 가고시마에서 전사했다. 오쿠보 도시미치는 이듬해 1878년 5월 14일에 도쿄의 기오이자카의 변으로 쓰러졌다. 메이지 10년 전후 시기를 같이하여 모두 사망했다.

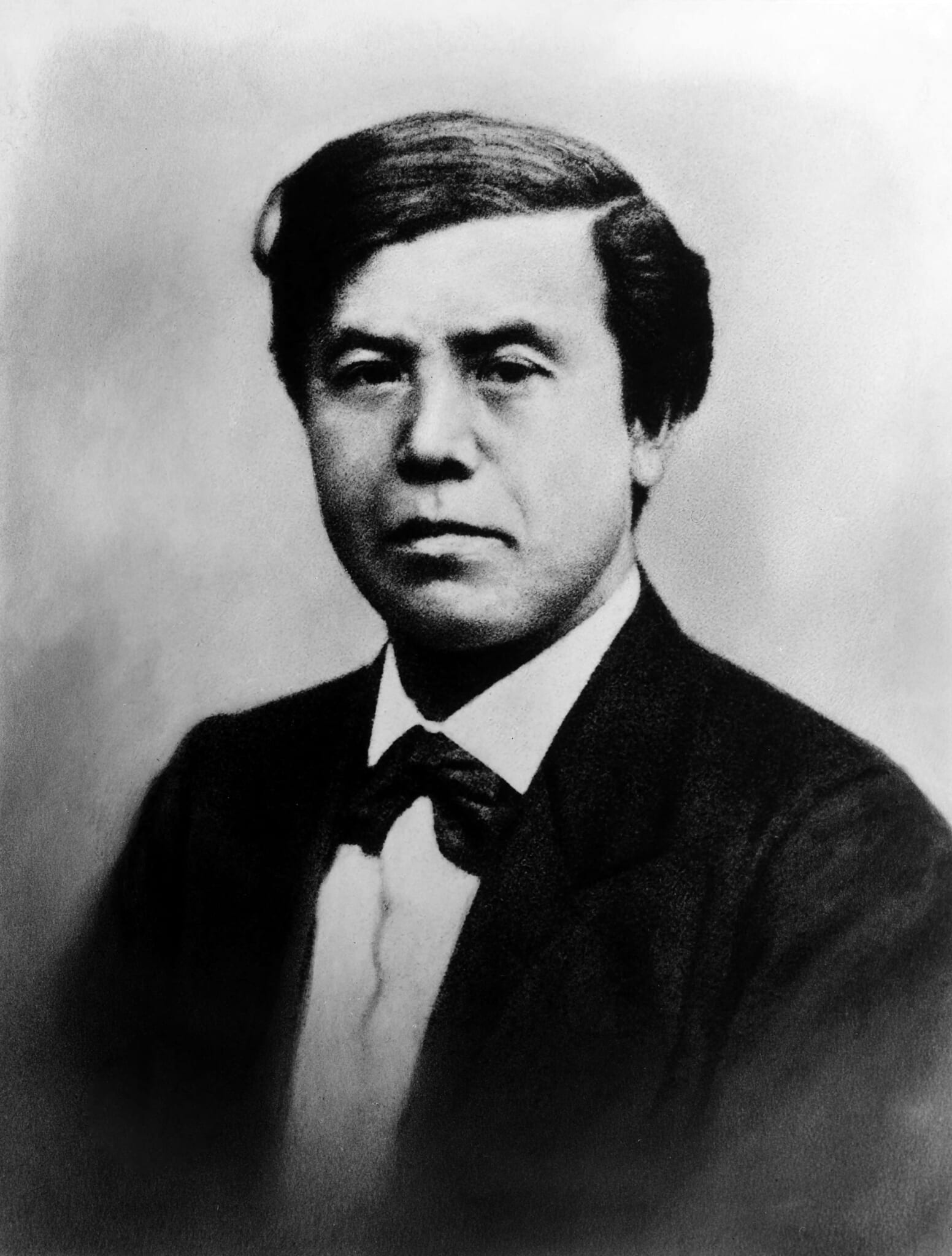
기도 다카요시(조슈)
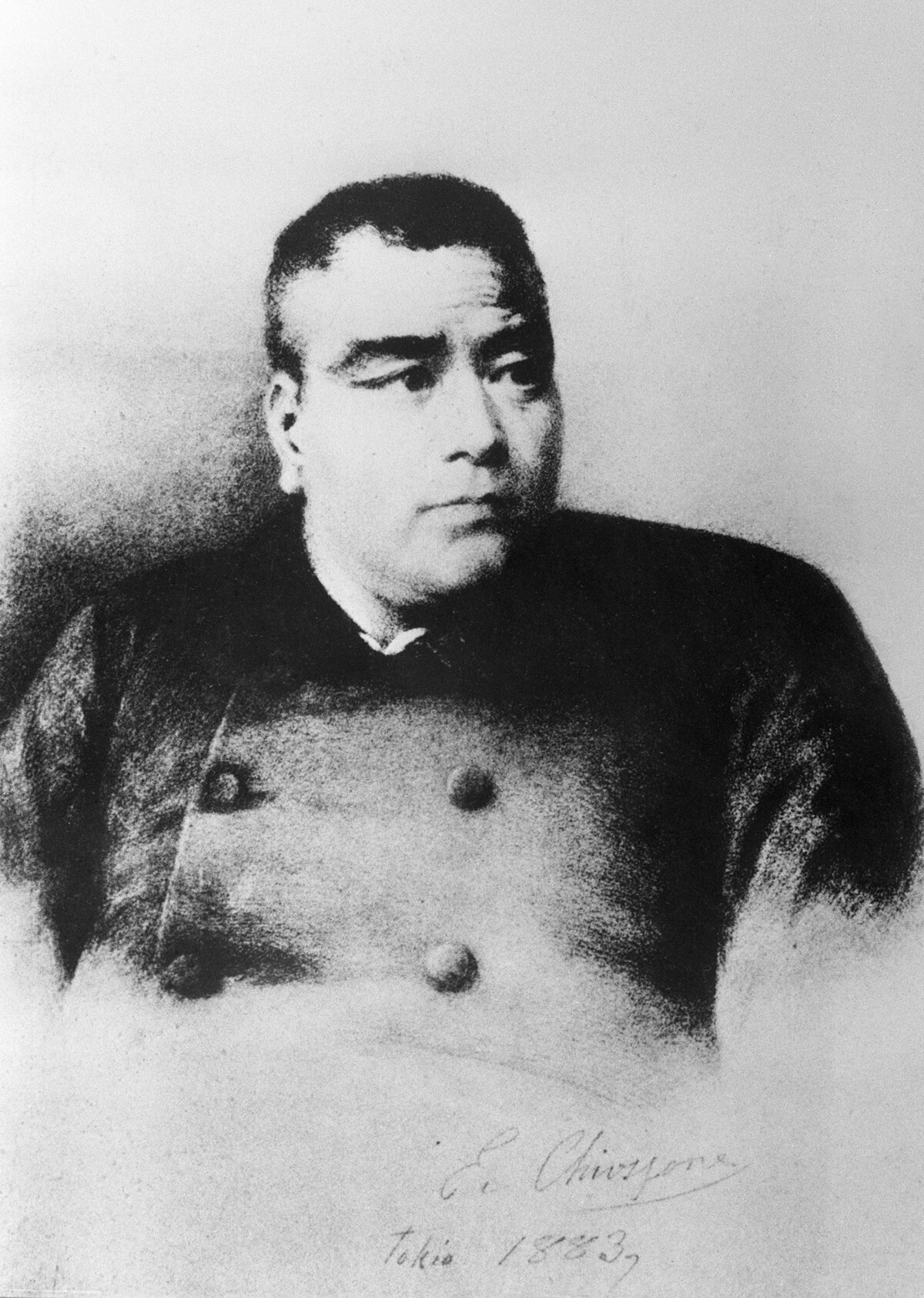
사이고 다카모리(사쓰마)
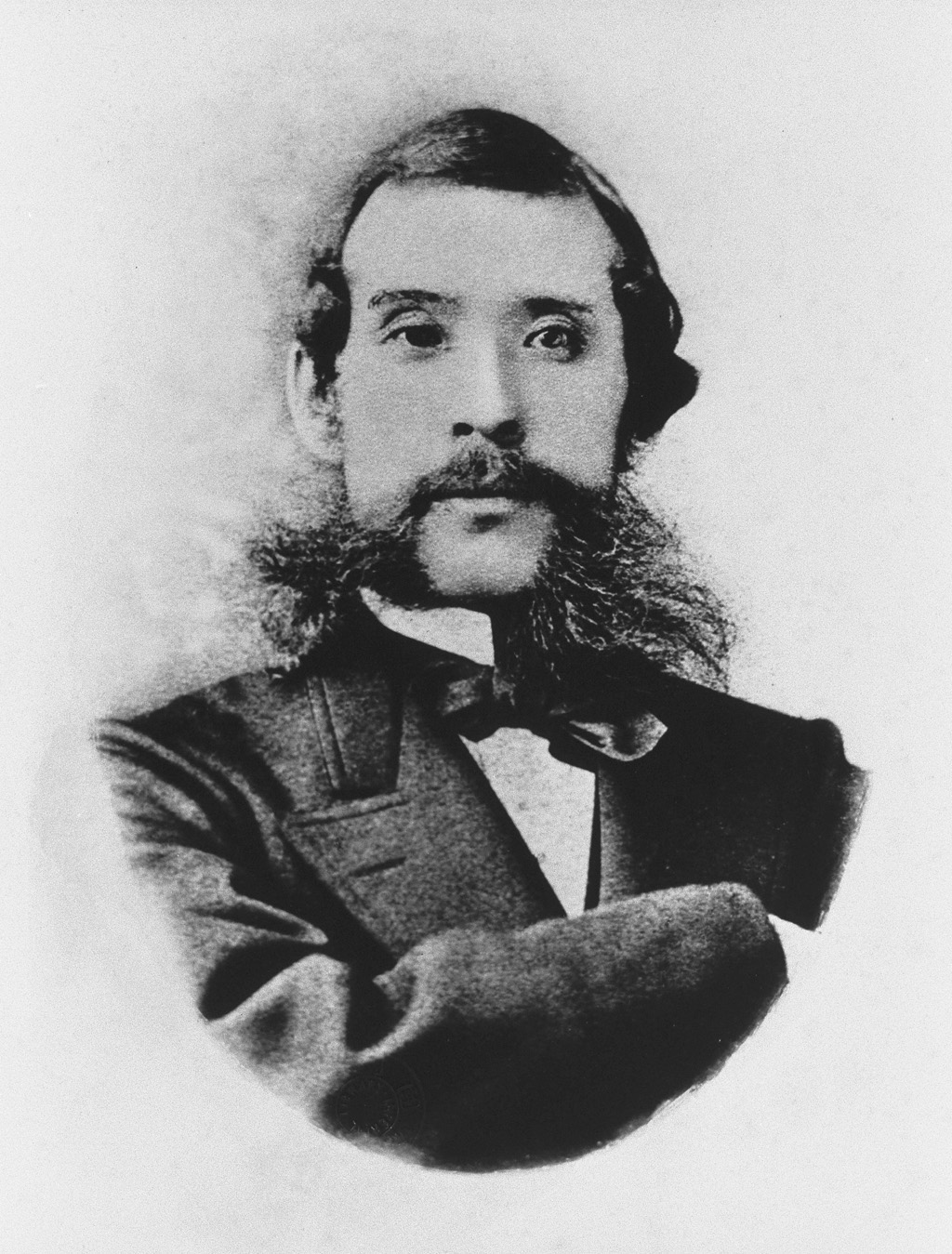
오쿠보 도시미치(사쓰마)

3인의 사후 얼마되지도 않은 1878년 11월에 이미 오쿠보, 기도, 사이고의 전기를 정리한 이와무라 기치타로가 지은 황국삼걸전(皇国三傑伝)이 간행되었다.

## 같이 보기
- 유신십걸